# 1434
L'any 1434 (MCDXXXIV) va ser un any comú que començava divendres del calendari julià.

## Esdeveniments
Països Catalans
Resta del món
- 14 d'abril Es posa la primera pedra de la Catedral de Nantes a Nantes, Bretanya.[1]
- 19 de juny o 20 Zara Yaqob esdevé emperador de l'Etiòpia.[2]
- Jan van Eyck pinta El matrimoni Arnolfini.
- Amadeu VIII de Savoia abdica del Ducat de Savoia.
- Ladislau de Varna esdevé rei de Polònia.

## Naixements
Països Catalans
Resta del món
- 19 de març - Japó: Ashikaga Yoshikatsu, 23è shogun.
- Violant de Valois, a Tours.

## Necrològiques
Països Catalans
Resta del món
- 27 d'abril - Còrsega: Vicentello d'Istria, cap dels corsos partidaris dels catalans, executat pels genovesos, fet que marca la fi de la influència catalana a l'illa.
- Setembre Cosme de Medici torna a Florència, un any després de ser exiliat per la facció Albizzi i la Strozzi.[3]
- Lluís III de Provença.
- Joan I de Borbó.